# Yoldiidae
Yoldiidae – rodzina morskich małży słonowodnych zaliczanych do rzędu Nuculoida z podgromady pierwoskrzelnych. Obejmuje 4 rodzaje:
- Megayoldia
- Portlandia
- Yoldia
- Yoldiella

Rodzina obejmuje gatunki małe i średniej wielkości. Muszle owalne w zarysie, z zaostrzoną tylną częścią, osiągają rozmiar od 20 mm do 70 mm. Małże z tej rodziny żyją zagrzebane w osadach dennych na głębokościach do 200 metrów. Żywią się detrytusem.